# 安康圣母广场

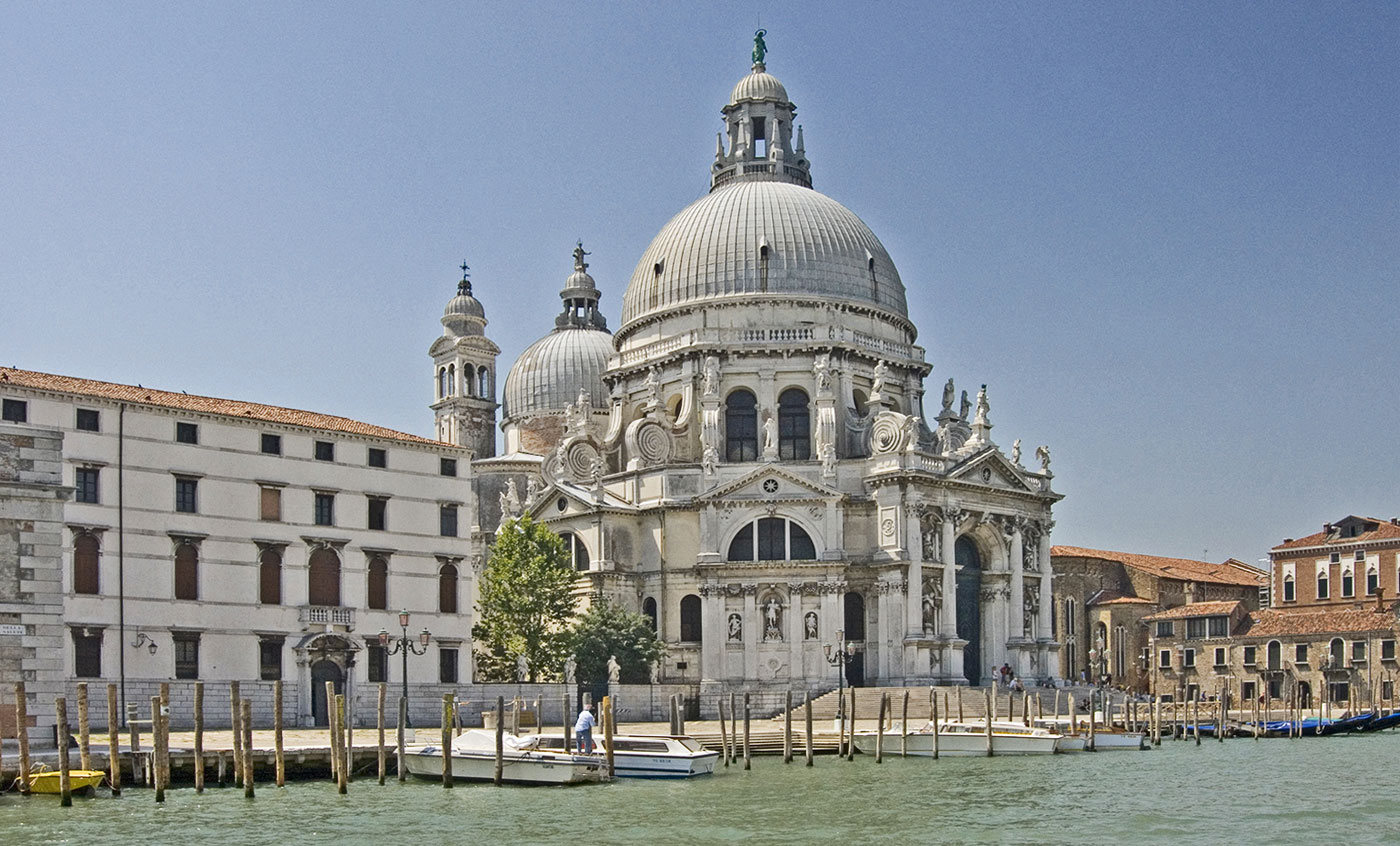
安康圣母广场

安康圣母广场（Campo della Salute）是意大利威尼斯的一个城市广场，位于多尔索杜罗区，临威尼斯大运河。 

## 建筑
- 海关大楼博物馆（Punta della Dogana）
- 安康圣母圣殿（Santa Maria della Salute）